# Calisoga centronetha
Calisoga centronetha là một loài nhện trong họ Nemesiidae.
Calisoga centronetha được miêu tả năm 1939 bởi Chamberlin & Ivie.